# Bradley Branning
Bradley Branning es un personaje ficticio de la serie de televisión británica EastEnders, interpretado por el actor Charlie Clements del 24 de enero del 2006 hasta el 22 de febrero del 2010.

## Biografía
El día de su boda con Stacey Slater, Bradley se vio envuelto en una investigación de asesinato. Trató de huir de la plaza, pero fue descubierto por DCI Marsden. El intento de escapar de la policía, Bradley escalada de Vic y cayó accidentalmente. Murió de sus heridas como su esposa Stacey Slater admitió a Max que mató a Archie Mitchell. El funeral de Bradley se llevó a cabo el 5 de marzo de 2010.